# جاست دانس 4
جاست دانس 4 (بالإنجليزية: Just Dance 4)‏ ، هي لعبة فيديو من نوع الرقص ، وهي الجزء الرابع من السلسلة الرئيسية للعبة جاست دانس ، أنتجت عام 2012م ، وطورها ونشرها شركة يوبي سوفت.